# Тореаты
Тореаты (Тореты) — (греч. Τορεᾶται (Страбон)) — одно из меотских племен, живших в первом тысячелетии до н. э. на восточном и юго-восточном побережье Азовского моря. Многие исследователи отождествляют тореатов с керкетами. Тореаты упоминаются Страбоном и другими античными авторами. Сам этноним предположительно иранского происхождения.

## Упоминания
Ещё в I веке н. э. Страбон писал:

К числу меотов принадлежат сами синды и дандарии, тореаты, агры и аррехи, а также тарпеты, обидиакены, ситтакены, досхи и некоторые другие. 
Материальным доказательством правдивости сообщений Страбона, относительно «тореатов» являются обнаруженные каменные надписи — титулары Боспорского царя Перисада I (348—309 гг. до н. э.), в котором перечисляются подвластные ему народы. В частности, за синдами следуют тореты, далее дандарии и псессы. Однако в более поздних титуралах этого же царя тореты более не упоминались, что явным образом указывает — власть Перисада над этим меотским племенем не была устойчивой.
К IV в. н. э. относится одно из последних упоминаний Торетов в перипле «Описание земного круга», сделанное Авиеном.

## Проблема локализации города Торик
Единственное сообщение о городе Тореатов, упомянутом в IV веке до н. э., находится в перипле Псевдо-Скилака, где сказано:

«За Синдской гаванью народ керкеты. За керкетами народ тореты и Элинский город Торик с гаванью. За торетами народ Ахеи.»

Топоним «мыс Торетский» встречается только один раз у Птолемея.
На основании письменных источников Торик предположительно локализуют в районе современного Геленджика, но материальных артефактов, подтверждающих эту точку зрения, найдено не было.